# Temple protestant de Deauville
Le temple protestant de Deauville est un lieu de culte situé 5 avenue de la République à Deauville. La paroisse est membre de l'Église protestante unie de France.

## Histoire
En 1844, le culte protestant est célébré pour les familles de la Haute société protestante en villégiature, au domicile d'une famille de Trouville-sur-Mer. Il est présidé par un pasteur venu de Caen ou Paris, ou des laïcs comme Félix Vernes, et des femmes comme Émilie Oberkampf, épouse de Jules Mallet, et Louise-Catherine Bartholdi-Walther. De 1852 à 1862, un oratoire est loué rue des Sablons, actuelle rue Charles-Mozin. Il est inauguré par le pasteur N. Poulain, du Havre. En 1863, le bâtiment devient l'école communale provisoire de garçon.
Un premier temple est construit en 1864 et inauguré le 10 juillet 1865, au 118ter de l'avenue Impériale, actuelle rue de la République, dans le centre-ville à proximité de la place Morny, la place du marché. Cette construction et inauguration a lieu en même temps que l'église Saint-Augustin de Deauville, inaugurée le 30 juillet 1865. Pour les deux bâtiments, les architectes sont Desle-François Breney, également maire de Deauville, et André Jal,. Ils sont financés par la Société anonyme des Terrains, Docks et Embellissements de Trouville-Deauville. Cette société immobilière compte trois protestants parmi ses principaux actionnaires : le financier Pierre Donon, consul général de l'Empire Ottoman, le docteur François Oliffe, médecin de l'ambassade d'Angleterre à Paris et le banquier Sébastien de Neufville.
Le temple est inauguré par le pasteur Louis Rognon (1860-1869), de l'Oratoire du Louvre à Paris, avec une prédication sur l'évangile selon Matthieu IV, 4, en présence du ministre François Guizot et des notables de la ville. Sont également présent les pasteurs Ernest Dhombres (1867-1877), Edmond de Pressensé (1824-1891), Melon, président du Consistoire de Caen, et Louis Meyer, inspecteur ecclésiastique luthérien.
Le temple est surdimensionné, et peut accueillir 600 personnes, pour une cinquantaine de résidents à l'année. L'été, les saisonniers financent le temple, et le culte est présidé par le pasteur Jules-Émile Roberty, de l'Oratoire du Louvre. Dégradé, le temple est désaffecté en 1896. Deux ans plus tard, il est converti en salle des fêtes par l’architecte de la ville Alexandre Buchard. Le clocher est démoli en 1937.
La communauté protestante cherche un autre lieu de culte. Plusieurs réunions se tiennent à Paris, en particulier le 16 juin 1898 chez le comte Paul de Pourtalès, avec l'architecte Félix Paumier, et les pasteurs Jules Pfender et Louis Vernes. Le comité décide alors d'acheter le « Sailor's Rest »  une ancienne salle de réunion, érigé en 1889 ,pour l'évangélisation des marins par un missionnaire méthodiste anglais, Henry Cook, sur le modèle des « Seamens Bethel » britannique. Le temple est inauguré officiellement le 22 juillet 1900, avec un culte présidé par le pasteur Bourgeon, président du consistoire de Caen et Charles-Merles d'Aubigné, président du consistoire de Paris. Le premier pasteur est Albert Devenoge, payé par la Société centrale d’Évangélisation.
Durant la Première Guerre mondiale, les troupes britanniques, cantonnées sur les hauteurs de Deauvilles, sont accueillies au temple pour les célébrations anglicanes. Pendant la Seconde Guerre mondiale, de nombreux réfugiés d'Alsace et de la région parisienne fréquentent le temple. En 1941, le pasteur Henri Orange, de Lisieux, succède au pasteur Alain. Membre de la Résistance, il fabrique de fausses cartes d'identité, recrute des résistants et communique des renseignements à Londres. Sa maison familiale devient un refuge et un lieu de transit pour des clandestins. Il est arrêté par la Gestapo le 15 octobre 1943, et déporté au camp de concentration de Buchenwald. Cette année-là, l'église est touché par un ordre d'évacuation. Le 6 juin 1944 a lieu le débarquement de Normandie, et Deauville est libéré le 24 août. 
Aujourd'hui encore, le pasteur Grégory Franco dessert à la fois Lisieux et Deauville, au sein de l'église protestante unie du pays d'Auge.

## Architecture
Le temple est de plan rectangulaire régulier, en brique, avec les angles, l'encadrement des baies et le bandeau séparant les deux étages en ciment. La façade principale est ordonnancée, à trois travées, avec un porche. Les baies du rez-de-chaussée à arc en plein cintre, et celles de l'étage à arc brisé. Un oculus est surmonté d'une croix en bois. A l'intérieur, la table de communion prend place devant un mur sur lequel est inscrit « Dieu est amour. Aimez-vous les uns les autres. »